# Canadá en los Juegos Olímpicos de Pyeongchang 2018
Canadá estuvo representado en los Juegos Olímpicos de Pyeongchang 2018 por un total de 225 deportistas que compitieron en 14 deportes. Responsable del equipo olímpico fue el Comité Olímpico Canadiense, así como las federaciones deportivas nacionales de cada deporte con participación.
Los portadores de la bandera en la ceremonia de apertura fueron los patinadores artísticos Tessa Virtue y Scott Moir.

## Medallistas
El equipo olímpico canadiense obtuvo las siguientes medallas:
| Nombre                                                                                               | Deporte                              | Competición          |
| --- | ------------------------------------ | -------------------- |
| Oro                                                                                                  |                                      |                      |
| Justin Kripps Alexander Kopacz                                                                       | Bobsleigh                            | Doble M              |
| Kaitlyn Lawes John Morris                                                                            | Curling                              | Doble mixto          |
| Mikaël Kingsbury                                                                                     | Esquí acrobático                     | Baches M             |
| Brady Leman                                                                                          | Esquí acrobático                     | Campo a través M     |
| Cassie Sharpe                                                                                        | Esquí acrobático                     | Halfpipe F           |
| Kelsey Serwa                                                                                         | Esquí acrobático                     | Campo a través F     |
| Tessa Virtue Scott Moir                                                                              | Patinaje artístico                   | Danza sobre hielo    |
| Patrick Chan Kaetlyn Osmond Gabrielle Daleman Megan Duhamel / Eric Radford Tessa Virtue / Scott Moir | Patinaje artístico                   | Equipo               |
| Ted-Jan Bloemen                                                                                      | Patinaje de velocidad                | 10 000 m M           |
| Samuel Girard                                                                                        | Patinaje de velocidad en pista corta | 1000 m M             |
| Sébastien Toutant                                                                                    | Snowboard                            | Big air M            |
| Plata                                                                                                |                                      |                      |
| Justine Dufour-Lapointe                                                                              | Esquí acrobático                     | Baches F             |
| Brittany Phelan                                                                                      | Esquí acrobático                     | Campo a través F     |
| Equipo                                                                                               | Hockey sobre hielo                   | Torneo F             |
| Alex Gough Samuel Edney Tristan Walker Justin Snith                                                  | Luge                                 | Relevo por equipos   |
| Ted-Jan Bloemen                                                                                      | Patinaje de velocidad                | 5000 m M             |
| Kim Boutin                                                                                           | Patinaje de velocidad en pista corta | 1000 m F             |
| Maxence Parrot                                                                                       | Snowboard                            | Slopestyle M         |
| Laurie Blouin                                                                                        | Snowboard                            | Slopestyle F         |
| Bronce                                                                                               |                                      |                      |
| Kaillie Humphries Phylicia George                                                                    | Bobsleigh                            | Doble F              |
| Alex Beaulieu-Marchand                                                                               | Esquí acrobático                     | Slopestyle M         |
| Equipo                                                                                               | Hockey sobre hielo                   | Torneo M             |
| Alex Gough                                                                                           | Luge                                 | Individual F         |
| Kaetlyn Osmond                                                                                       | Patinaje artístico                   | Individual F         |
| Meagan Duhamel Eric Radford                                                                          | Patinaje artístico                   | Parejas              |
| Kim Boutin                                                                                           | Patinaje de velocidad en pista corta | 500 m F              |
| Kim Boutin                                                                                           | Patinaje de velocidad en pista corta | 1500 m F             |
| Samuel Girard Charles Hamelin Charle Cournoyer Pascal Dion                                           | Patinaje de velocidad en pista corta | 5000 m por relevos M |
| Mark McMorris                                                                                        | Snowboard                            | Slopestyle M         |